# Vav (album)
Vav è il sesto album in studio del gruppo musicale jazz d'avanguardia statunitense Masada, contenente 9 delle 205 composizioni del loro primo libro di composizioni. Fu pubblicato il 1º febbraio 1996 dalla DIW Records in Giappone.

## Tracce
Musiche di John Zorn.
1. Debir (55° composizione) – 8:02
2. Shebuah (115° composizione) – 8:09
3. Mikreh (116° composizione) – 3:57
4. Tiferet (105° composizione) – 4:05
5. Nevalah (89° composizione) – 2:10
6. Miktav (101° composizione) – 9:40
7. Nashon (96° composizione) – 8:37
8. Avelut (87° composizione) – 7:31
9. Beer Sheba (15° composizione) – 8:50

Durata totale: 61:01

## Formazione
- John Zorn – sassofono contralto
- Dave Douglas – tromba
- Greg Cohen – contrabbasso
- Joey Baron – batteria